# Universidade Federal de Pernambuco

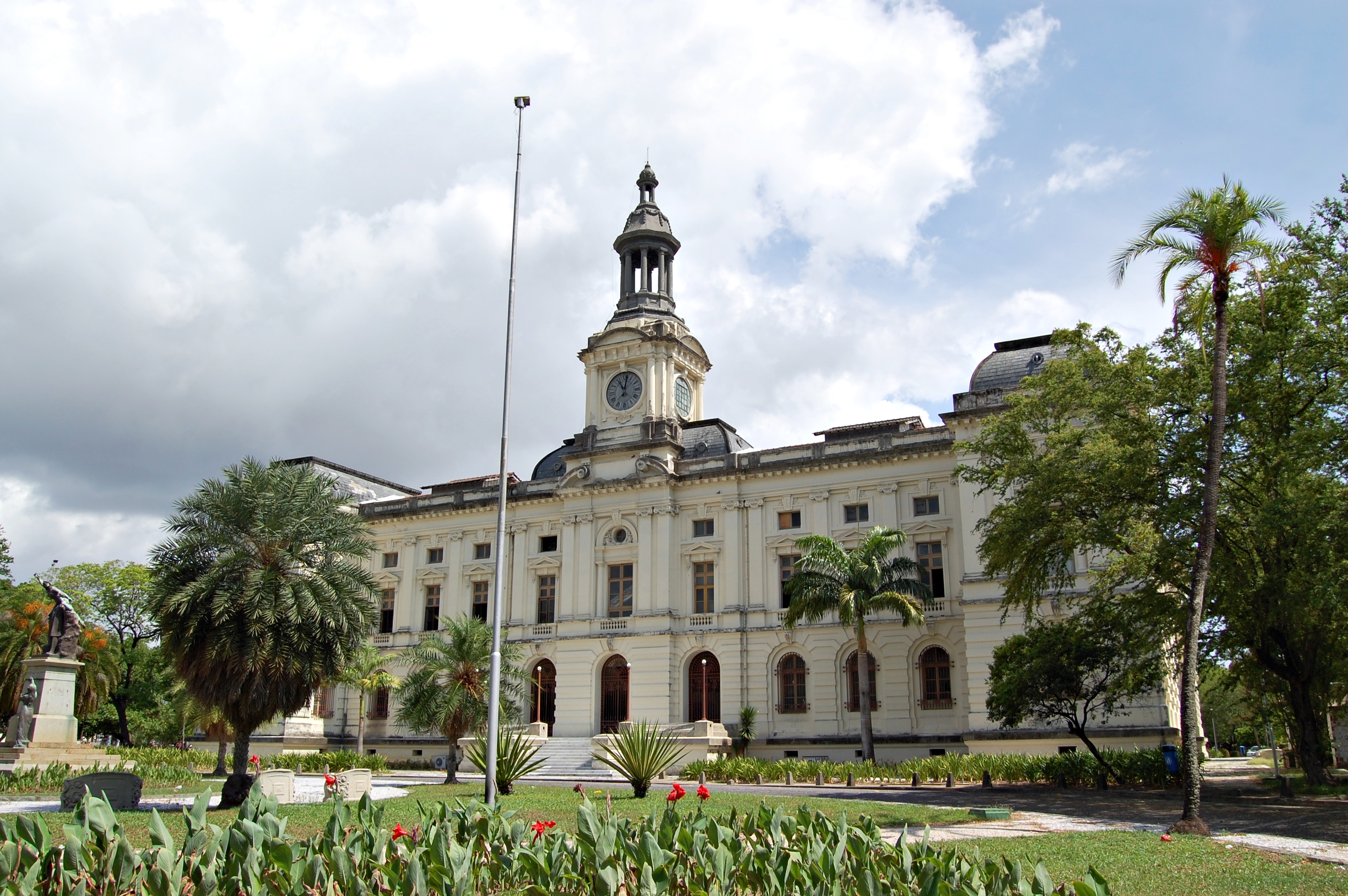
Juristische Fakultät

Die Universidade Federal de Pernambuco (UFPE, deutsch: Bundesuniversität von Pernambuco) ist eine 1946 gegründete bundesstaatliche öffentliche Universität mit Sitz in Recife im brasilianischen Bundesstaat Pernambuco.
Rektor ist für die Amtszeit von Oktober 2019 bis Oktober 2023 der Erziehungswissenschaftler Alfredo Macedo Gomes. Die Universität verfügt über drei campi: in Recife, in Caruaru und in Vitória de Santo Antão (Centro Acadêmico de Vitória, CAV).